# 직방
직방(ZIGBANG)은 대한민국의 부동산 기업이다.  2010년 11월 19일 "채널브리즈"라는 사명으로 최초 설립되었다. 2015년 10월 '직방'으로 변경되었다. '직접 찍은 방 사진'을 뜻하며 직방서비스 자체는 2012년 시작되었다.
2016년 6월, 기존 원투룸, 오피스텔에 이어 아파트 단지 서비스를 시작했고 2018년 10월 신축 분양 서비스를 선보였다. 자회사로 2018년 직방에 인수된 호갱노노, 브리즈인베스트먼트 등이 있다.